# Helion de Villeneuve
Hélion de Villeneuve (1270 circa – Rodi, 1346) è stato un Gran Maestro dell'Ordine di Malta dal 1319 fino alla sua morte.
Originario della Francia, di lui si sa che era fratello di Santa Rossolina.
Nell'Ordine degli Ospitalieri, al termine dei conflitti tra Foulques de Villaret e i membri dell'ordine, venne nominato Gran Maestro nel 1319 anche se prese possesso formalmente del proprio incarico solo nel 1325.
Nel 1344 prese parte ad una crociata organizzata da papa Clemente VI per liberare Smirne dai Turchi, riportando una vittoria navale sul Re del Marocco.
Egli morì sull'isola di Rodi nel 1346.